# 米尔顿 (特拉华州)
米尔顿（英語：Milton），是美国特拉华州苏塞克斯县（Sussex）下属的一座城镇，面积为4.89平方公里，其中4.63平方公里为陆地，另外0.26平方公里为水域。2011年的数据显示该地有人口2,621人。论人口在本州排行第17。